# 駒澤大学合唱団
駒澤大学合唱団（こまざわだいがく がっしょうだん、Komazawa University Chorus）は、駒澤大学の混声合唱団。関東近郊大学合唱団連盟に所属。

## 概要
1947年に創立。合唱経験の有無を問わず団員が在籍し、夏のジョイントコンサートや冬の定期演奏会、文化祭などのイベントを軸に活動している。学内の入学式・卒業式にて、献花・献灯時に歌唱を担当（法の深山、三帰礼文）。
定期演奏会は2023年に60回目を開催。合唱団エトワーユとのジョイントコンサートは23回を数える
。

## 沿革
- 1947年 駒澤大学合唱団創立
- 1963年11月22日　第1回 定期演奏会　世田谷区民会館
- 1973年12月3日　第11回 定期演奏会　新宿厚生年金会館小ホール
- 1979年11月22日　第17回 定期演奏会　目黒区公会堂
- 1980年11月21日　第18回 定期演奏会　世田谷区民会館
- 1985年　男声合唱団コール・ファーマーと合同演奏会
- 1992年11月24日　第30回定期演奏会　中央区立中央会館
- 1993年11月22日　第31回定期演奏会　府中の森芸術劇場ウィーンホール
- 1997年11月30日　第35回定期演奏会　青葉台フィリアホール
- 1999年　合唱団エトワーユと初ジョイントコンサート（以来、毎年開催）[5]
- 2002年11月30日　第40回定期演奏会　北とぴあさくらホール
- 2004年12月21日　第42回定期演奏会　三鷹市民芸術文化センター
- 2008年12月23日　第46回定期演奏会　パルテノン多摩大ホール
- 2012年12月22日　第50回定期演奏会　第一生命ホール
- 2017年12月26日　第55回定期演奏会　めぐろパーシモンホール大ホール
- 2018年6月23日　合唱団エトワーユ 第20回ジョイントコンサート　大田区民プラザ大ホール[6]
- 2018年12月27日　第56回定期演奏会　武蔵野市民文化会館小ホール
- 2023年12月25日　第60回定期演奏会　狛江エコルマホール

## 関係者
- 秋島光一 : 常任指揮者・ヴォイストレーナー。広島県出身。武蔵野音楽大学声楽科卒業。東京芸術大学音楽学部声楽科卒業。在学中、安宅賞受賞。声楽を神原陸男、吉岡巌、山田実に、また指揮を田中信昭、松尾葉子に師事。合唱団エトワーユ、駒澤大学合唱団、学習院OBブラームス合唱団、混声合唱団コーロミスト・ステッラ、ゲリラ・ヴォーカル・アンサンブル・トレリンコの指揮者を歴任。声楽家としても活動。東京混声合唱団理事[7]。
- 岩岡博子 : ヴォイストレーナー。武蔵野音楽大学声楽科卒業。奥村淑子、山田実、宮沢雅子に師事。大学卒業と同時に東京混声合唱団に入団。

### 出身者
- 渡邉卓磨 - 同大学合唱団2003年度学生指揮者。合唱団はくなん指揮者。合唱団エトワーユ、水野家の団内指揮者[8]

## 委嘱・初演作品
- 2008年6月　混声合唱とピアノために「おもろ・想（うむ）い」合唱団エトワーユ・駒澤大学合唱団（指揮 秋島光一）により委嘱され初演[9]。 故・林光が作曲予定だった駒澤大学合唱団の創立50周年のための委嘱作品を引き継ぎ作曲された。宮澤賢治の5編の詩をテキストとした混声合唱組曲。1.病中幻想, 2.鳥百態, 3.恋, 4.流氷(ざえ),5.ゆがみつゝ月は出で,　全5曲。[10]
- 2012年12月 日　混声合唱とピアノのための「野と空の歌」宮澤賢治 詩／寺嶋陸也 作曲　第50回定期演奏会[11]。2013年9月発行（駒澤大学合唱団の委嘱により作曲され、初演（指揮＝秋島光一／ピアノ＝寺嶋陸也）。
- 2018年6月23日「萩京子　長田弘の詩による五つの混声合唱曲　おおきな木」合唱団エトワーユ・駒澤大学合唱団 第20回ジョイントコンサートにて委嘱初演。1.おおきな木, 2.散歩, 3.ひとの歯のバラード, 4.嘘のバラード,5.ひつようなもののバラード,　全5曲。

## 主な公演
- 2012年12月 日　第50回定期演奏会
- 2012年　第14回ジョイントコンサート[12]
- 2018年6月23日　合唱団エトワーユ・駒澤大学合唱団　第20回ジョイントコンサート[13]
- 2021年6月26日　合唱団エトワーユ・駒澤大学合唱団　第22回ジョイントコンサート　大田区民プラザ大ホール【公演中止】[14]
- 2023年9月2日　駒澤大学吹奏楽部と合同演奏会　駒澤大学記念講堂[15]

### 出演
- 2007年5月15日　梅花流創立55周年記念奉讃大会　開会式『まごころに生きる』の合唱　さいたまスーパーアリーナ[16]